# Mr. Marley
Mr. Marley é o álbum de estreia de Damian Marley. Esse álbum foi re-lançado em 2007. Uma homenagem ao seu falecido pai e cantor de reggae lendário Bob Marley.

## Faixas
| #  | Título                     | Participações | Produtores | Duração |
| -- | -------------------------- | ------------- | ---------- | ------- |
| 1  | Trouble                    |               |            |         |
| 2  | Love And Inity             |               |            |         |
| 3  | 10,000 Chariots            |               |            |         |
| 4  | Old War Chant              |               |            |         |
| 5  | Party Time                 |               |            |         |
| 6  | Kingston 12                |               |            |         |
| 7  | Keep On Grooving           |               |            |         |
| 8  | Searching (So Much Bubble) |               |            |         |
| 9  | One Mora Cup Of Coffee     |               |            |         |
| 10 | Julie                      |               |            |         |
| 11 | Me Name Jr. Gong           |               |            |         |
| 12 | Mr. Marley                 |               |            |         |